# Orthosia subplumbeus
Orthosia subplumbeus là một loài bướm đêm trong họ Noctuidae.